# Aarhus Ø

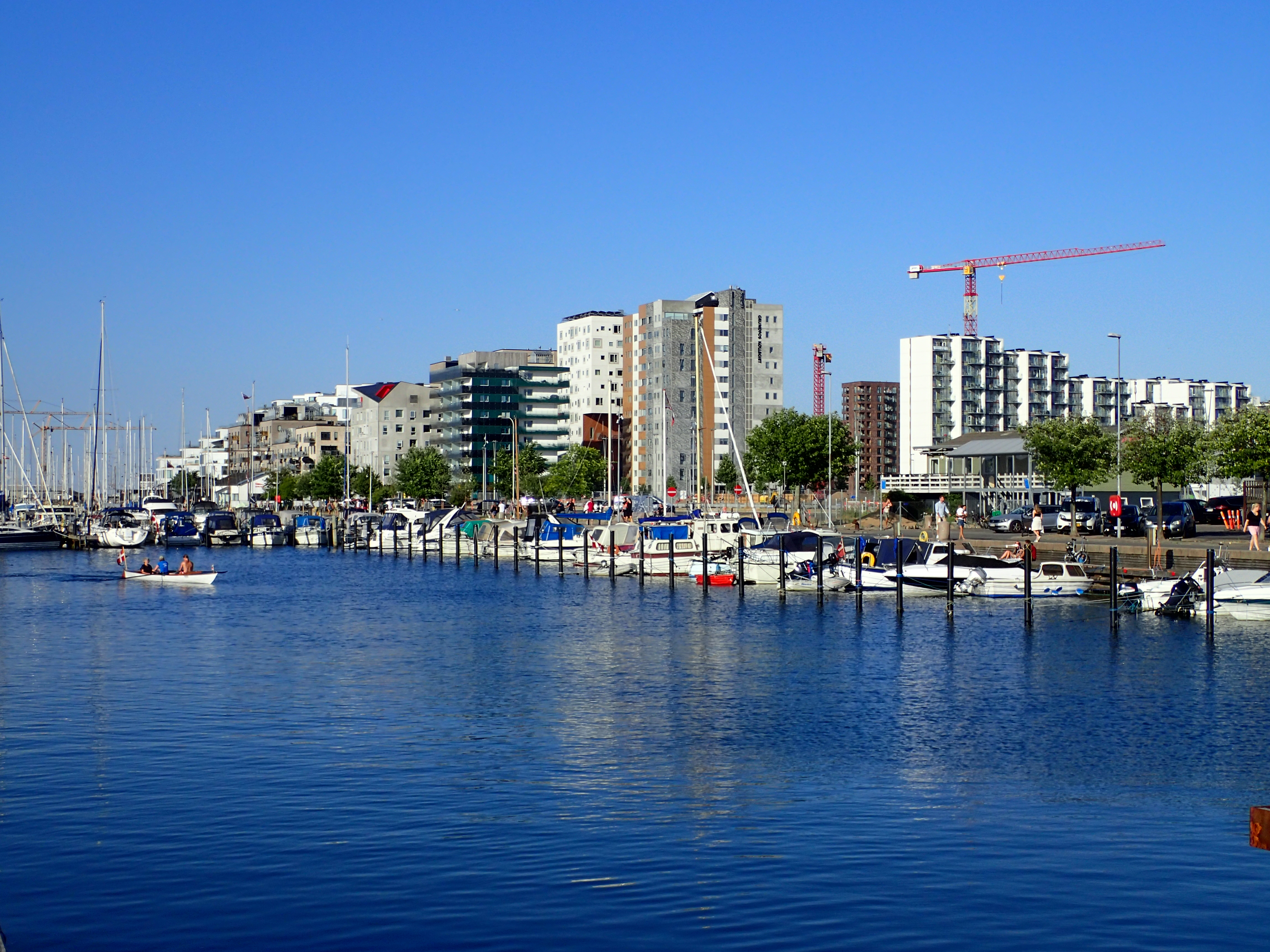
Aarhus Ø, juli 2018.

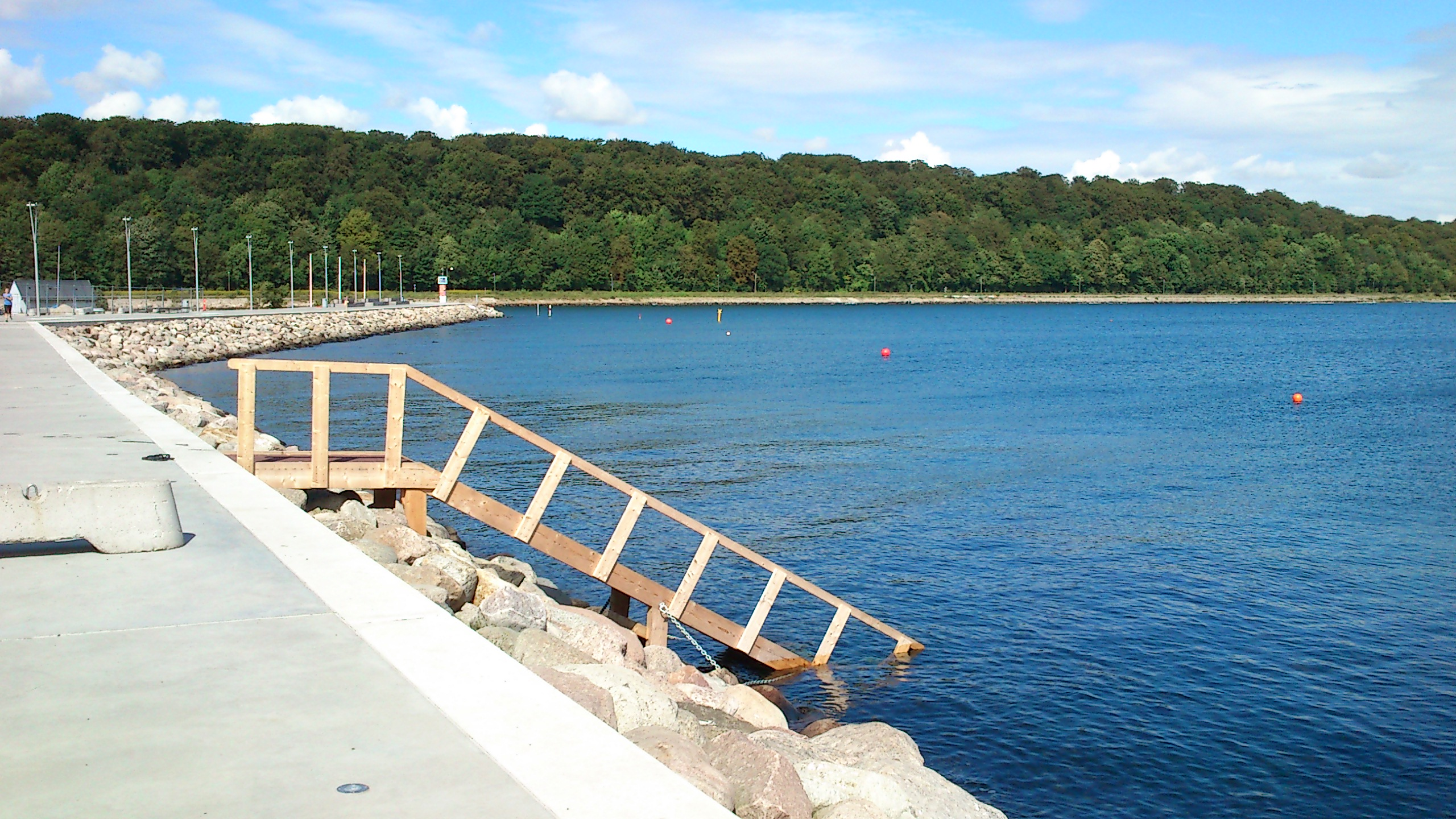
Havssimbanan vid Aarhus Ø. På öppet vatten kan man simma i banor avgränsade med röda bojar.

Aarhus Ø är ett stadsområde i Midtbyen i Århus i Danmark, byggt på den tidigare containerhamnen i Nordhavnen. Ombyggnationen av Nordhavnen påbörjades 2007 och området planerades färdigställt ha bostäder för 8 000 invånare och lika många arbetsplatser, och täcka en yta på 700 000 m². De första boende flyttade in 2012. I maj 2017 hade området cirka 3 000 invånare. Området är under fortsatt utveckling, idag med planering för cirka 10 000 invånare och cirka 12 000 arbetsplatser.
Århus kommun har beslutat att 25 % av bostäderna i området ska vara hyresrätter.
Aarhus Ø består av flera öar som är sammanknutna via broar. Huvudgatan är den cirka en kilometer långa Bernhardt Jensens Boulevard. I området finns ett havsbad, Aarhus Havnebad, öppnat 2018. Det finns också en simbana i havet som är utmärkt med röda bojar. 2014-2018 fanns Ø-Haven, en offentlig stadsträdgård med utrymme för Århusbor att ha egna små odlingslotter.
Aarhus Ø skulle enligt tidigare planer trafikeras av light rail-banan Aarhus Letbane. Tanken var att spårvagnen skulle köra ut på den kilometerlånga boulevarden och vända, men planerna drogs tillbaka 2021 på grund av att trafiksituationen vid Nørreportkrydset ansågs bli ohållbar.

## Byggnader
Byggnader i urval i Aarhus Ø:

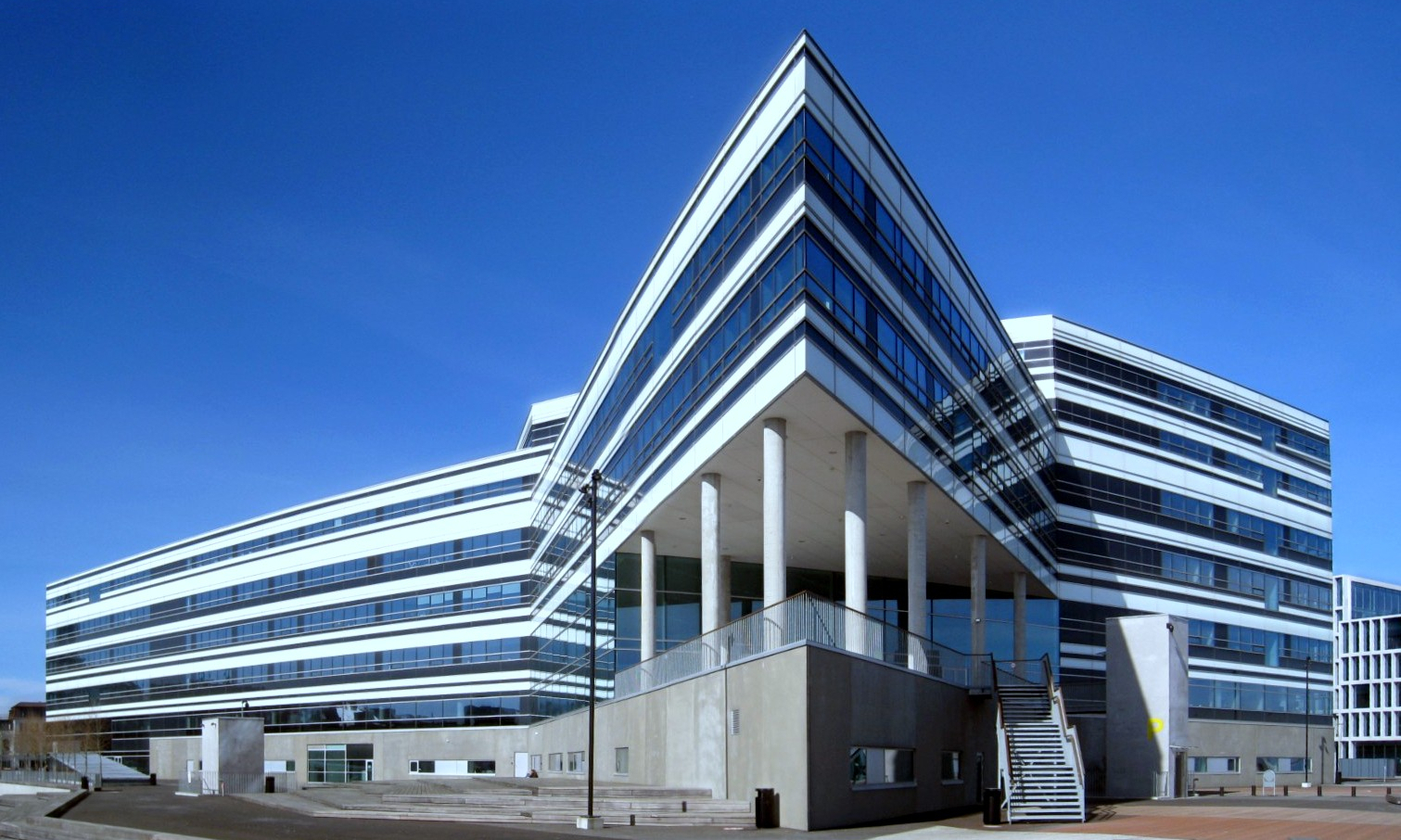
Navitas fasad.

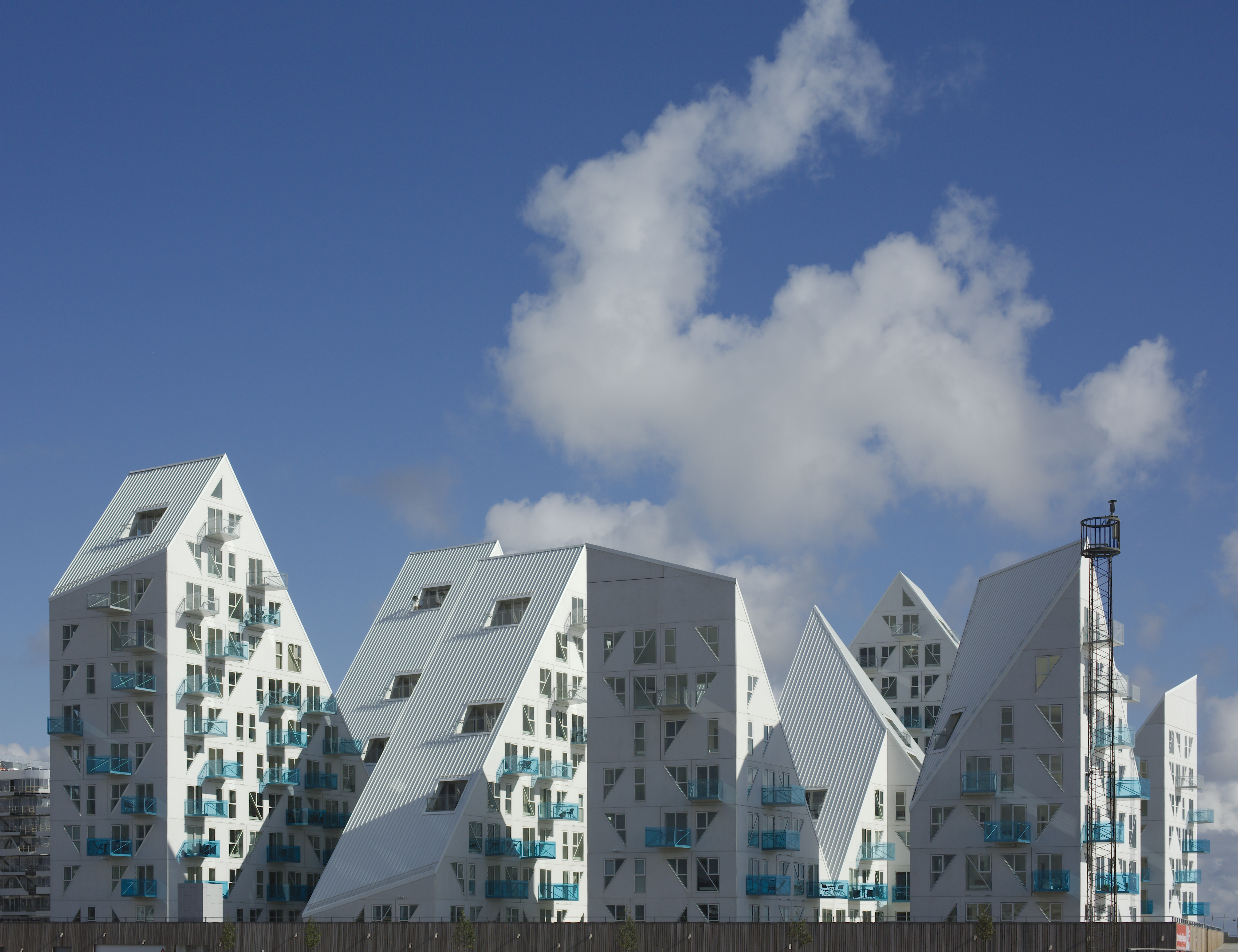
Byggnaden Isbjerget.

- Navitas, vetenskap- och innovationscenter. Den 38 000 m² stora stjärnformade byggnaden ritades av arkitektfirmorna Kjær & Richter och Christensen & Co.[8][12]
- Lighthouse, ett 142 meter högt höghus med 400 bostäder.[13] Färdigställandet försenat på grund av instabil mark[14][15][16], senaste planen till 2021 eller 2022.[17]
- Z-huset, 38 meter högt hus med 100 bostäder.[18][19]
- Isbjerget, 160 bostäder i 11 torn på mellan 8 och 11 våningar.[8]